# Chiomonte
Chiomonte (en occitano: Chaumont)es una localidad y comuna italiana de la Ciudad metropolitana de Turín, región de Piamonte.

## Evolución demográfica
| Gráfica de evolución demográfica de Chiomonte entre 1861 y |
|                                                            |
| Fuente ISTAT - elaboración gráfica de Wikipedia            |